# سسنا سی-۱۰۶ لودمستر
سسنا سی-۱۰۶ لودمستر (به انگلیسی: Cessna C-106 Loadmaster) یک هواگرد ساختِ کارخانهٔ سسنا در کشور ایالات متحده آمریکا است . این هواگرد برای نخستین بار در ۱۹۴۳ میلادی مورد استفاده قرار گرفت.